# Austrolimnophila badia
Austrolimnophila badia är en tvåvingeart som först beskrevs av Doane 1900.  Austrolimnophila badia ingår i släktet Austrolimnophila och familjen småharkrankar. Inga underarter finns listade i Catalogue of Life.